# Gulltjärnen, Västerbotten
Gulltjärnen är en sjö i Robertsfors kommun i Västerbotten och ingår i Rickleåns huvudavrinningsområde. Sjön har en area på 0,0323 kvadratkilometer och ligger 174 meter över havet. Sjön avvattnas av vattendraget Selsbäcken. Norr om sjön ligger byn Gulltjärn.

## Delavrinningsområde
Gulltjärnen ingår i det delavrinningsområde (714169-172307) som SMHI kallar för Mynnar i Tvärån. Medelhöjden är 227 meter över havet och ytan är 28,84 kvadratkilometer. Det finns inga avrinningsområden uppströms utan avrinningsområdet är högsta punkten. Selsbäcken som avvattnar avrinningsområdet har biflödesordning 3, vilket innebär att vattnet flödar genom totalt 3 vattendrag innan det når havet efter 43 kilometer. Avrinningsområdet består mestadels av skog (80 procent). Avrinningsområdet har 0,1 kvadratkilometer vattenytor vilket ger det en sjöprocent på 0,3 procent.